# Felicity Johnson
Felicity Jane Johnson, OAM (nascida em 30 de maio de 1971) é uma ciclista paralímpica australiana com deficiência visual. Foi medalha de ouro e prata nos Jogos Paralímpicos de Verão de 2012 em Londres. Ficou com a prata na prova de 1 km contrarrelógio no mundial em estrada de 2007, e já futurou três medalhas de ouro no mundial em pista (2011, 2012).